# Averostra
Averostra, o "muso d'uccello", è un clade che comprende la maggior parte dei dinosauri teropodi, che posseggono una finestra premascellare (promaxillaris fenestra), ossia un'apertura supplementare nel lato esterno anteriore della mascella superiore, ossia l'osso che compone la mascella superiore.

## Definizione
Il clade Averostra fu istituito da Gregory S. Paul, nel 2002, in cui vengono collocati tutti i sottogruppi di teropodi che hanno come apomorfia la finestra promascellare e comprende anche la famiglia Dromaeosauridae e Avepoda. Il clade è poi stata ridefinito da Martin Ezcurra e Gilles Cuny, nel 2007, come "il clade meno inclusivo comprendente Ceratosaurus nasicornis e Allosaurus fragilis". Oltre che includere i moderni uccelli.